# Alpský roh

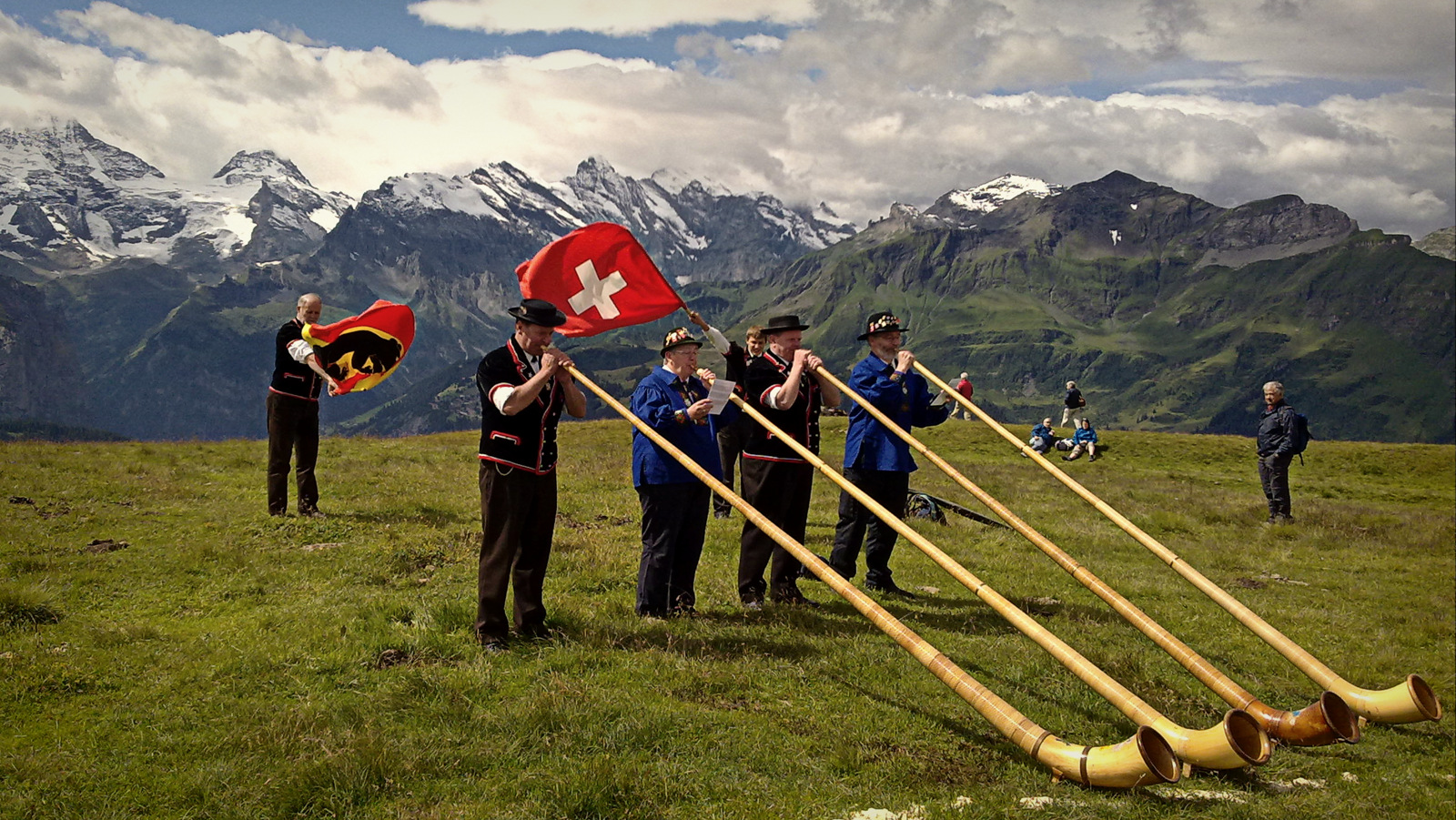
Švýcarští hráči na alpský roh

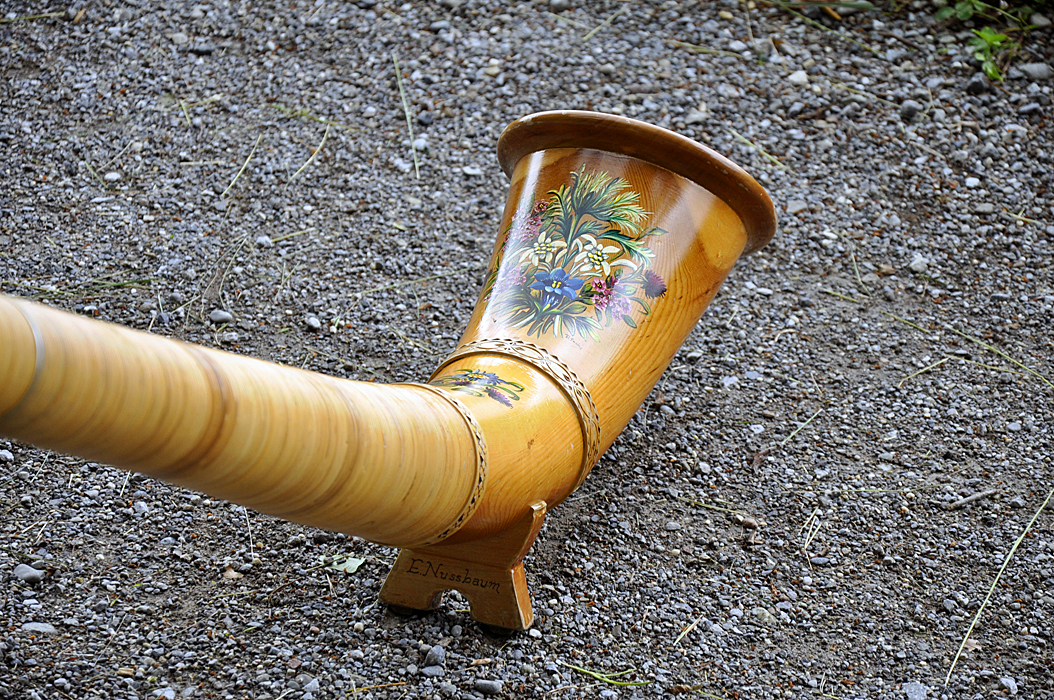
Detail ozdoby alpského rohu

Alpský roh (alphorn, alpenhorn, alpine horn) je dechový hudební nástroj, který je v různých obdobách rozšířen v horských oblastech Evropy od francouzských Alp po Karpaty (kde je znám jako trembita).

## Popis
Alpský roh připomíná trubku, používá se dřevěný nátrubek. V dřívějších dobách byla spodní část alpského rohu nedílnou součástí nástroje, dnes se alpský roh skládá z těchto dvou částí. Obvyklá je malovaná výzdoba na horní straně spodní části alpkého rohu. Celková délka bývá 3–4 metry. Na výrobu se používá smrk, ale někdy i borovice.

## Kulturní pozadí

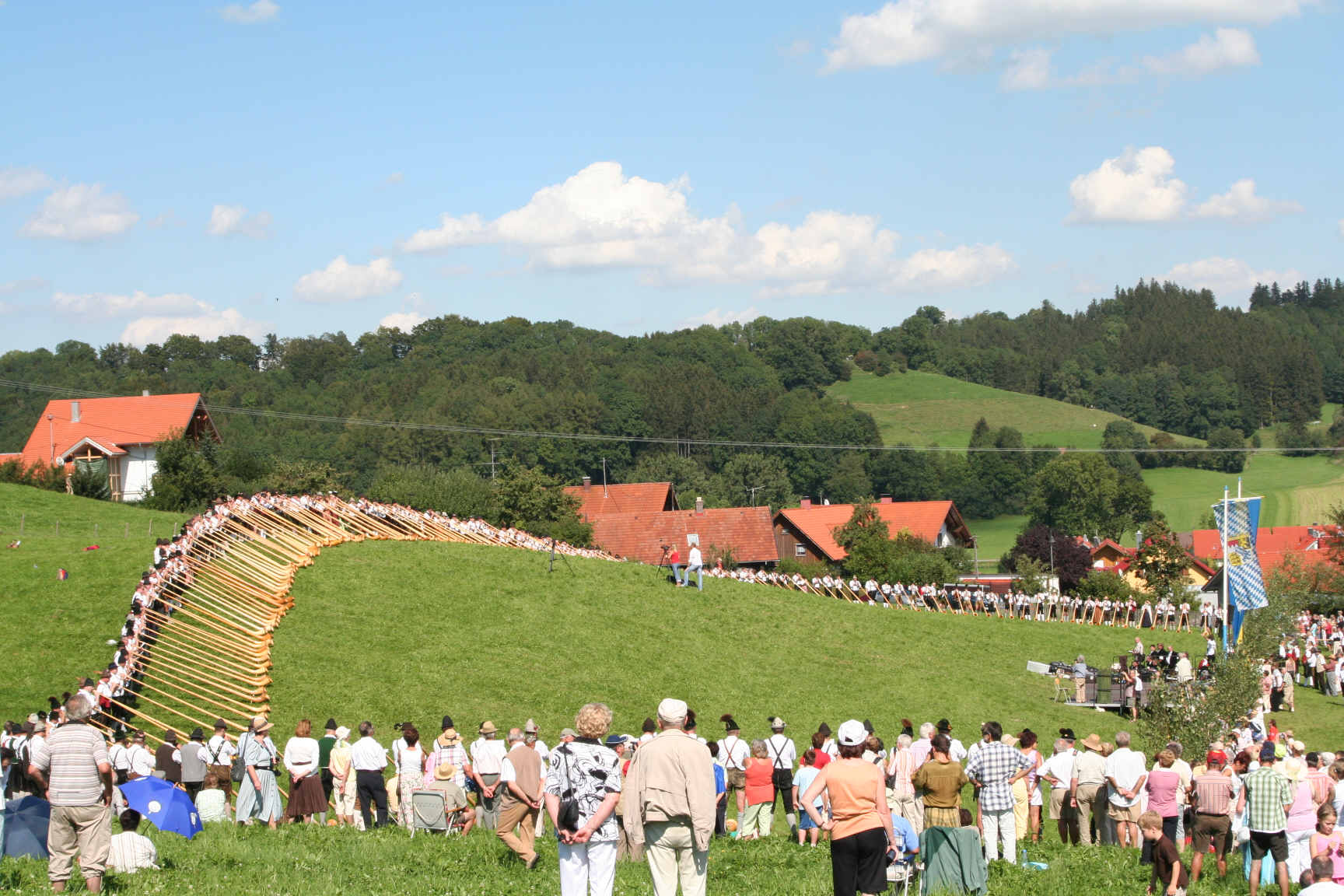
Allgäuer Alphornbläsertreffen 2007

Hudební nástroje tohoto typu byly či jsou rozšířeny v horských oblastech Tibetu, v Pyrenejích, či v Kirgízii. U pasteveckých či horských národů představovaly především možnost snadné komunikace na dlouhé vzdálenosti (zvuk se nese 5–10 km). Posléze se hudební nástroj stal také součástí jejich vlastní kulturní identity.
Ve Švýcarsku se alpský roh stal doslova národním symbolem. Není neobvyklé, že se na letních srazech hráčů na alpské rohy, tedy na "alphorn treffen", sjede i několik set hráčů, kteří pak společně koncertují. Na internetových stránkách srazu je dopředu k dispozici notový záznam skladby, na sraz přijíždějící hráči bývají z celého světa. Atmosféru národního cítění během hudby podtrhují létající vlajky Švýcarska a jeho kantonů.
Materiál čerpán z německé a anglické wikipedie.